# Юла Иванишевич
Мария Юлия Иванишевич (родена на 25 ноември 1893 година в Годиняк, починала на 15 декември 1941 г. в Горажде) е хърватска монахиня от Конгрегацията на Дъщерите на Божествената милост, блажена на римо-католическата Църква, една от петте Дрински мъченици.

## Биография
Родена като осмото от единадесет деца, Юла учи в началното училище на родното село. Влиза в Конгрегацията на 16 август 1916 г. По време на Втората световна война е убита от сръбски четници заедно с три от своите сестри. На 24 септември 2011 г папа Бенедикт XVI ги беатифицира като Дринските мъченици.